# Ngoại giao cây tre

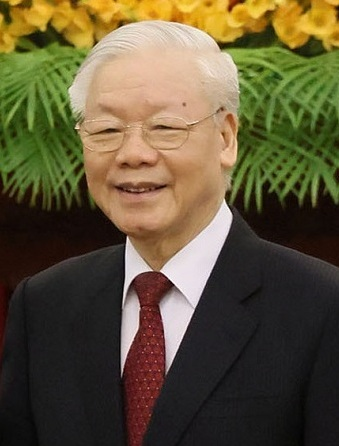
Tổng Bí thư Đảng Cộng sản Việt Nam Nguyễn Phú Trọng năm 2022.

Ngoại giao cây tre là thuật ngữ mô tả phong cách ngoại giao của Việt Nam dưới chính quyền của Tổng Bí thư Đảng Cộng sản Việt Nam Nguyễn Phú Trọng. Thuật ngữ liên quan ngoại giao cây tre đã bắt đầu xuất hiện từ phát ngôn của ông Trọng tại Hội nghị Ngoại giao lần thứ 29 vào ngày 22 tháng 8 năm 2016. Cụm từ này được cho là đúc kết từ các "trường phái ngoại giao" của Việt Nam thông qua hơn 70 năm lãnh đạo của Đảng Cộng sản Việt Nam và người sáng lập nước Việt Nam Dân chủ Cộng hòa Hồ Chí Minh. Thuật ngữ này lần đầu tiên xuất hiện trong phát biểu của Tổng Bí thư tại Hội nghị Đối ngoại toàn quốc vào ngày 14 tháng 12 năm 2021.
Cây tre cũng được xem là một phần trong văn hóa và được đánh đồng như tinh thần, cốt cách của con người Việt Nam. Ngoài ra, hình ảnh cây tre cũng đã được xuất hiện nhiều trong thơ ca, ca dao tục ngữ cũng như truyền thuyết của người Việt Nam. Sau giai đoạn đại dịch COVID-19 và Nga xâm lược Ukraina 2022 thì thuật ngữ "Ngoại giao cây tre" lại càng được chính phủ Việt Nam nhắc đến nhiều hơn.

## Khái quát

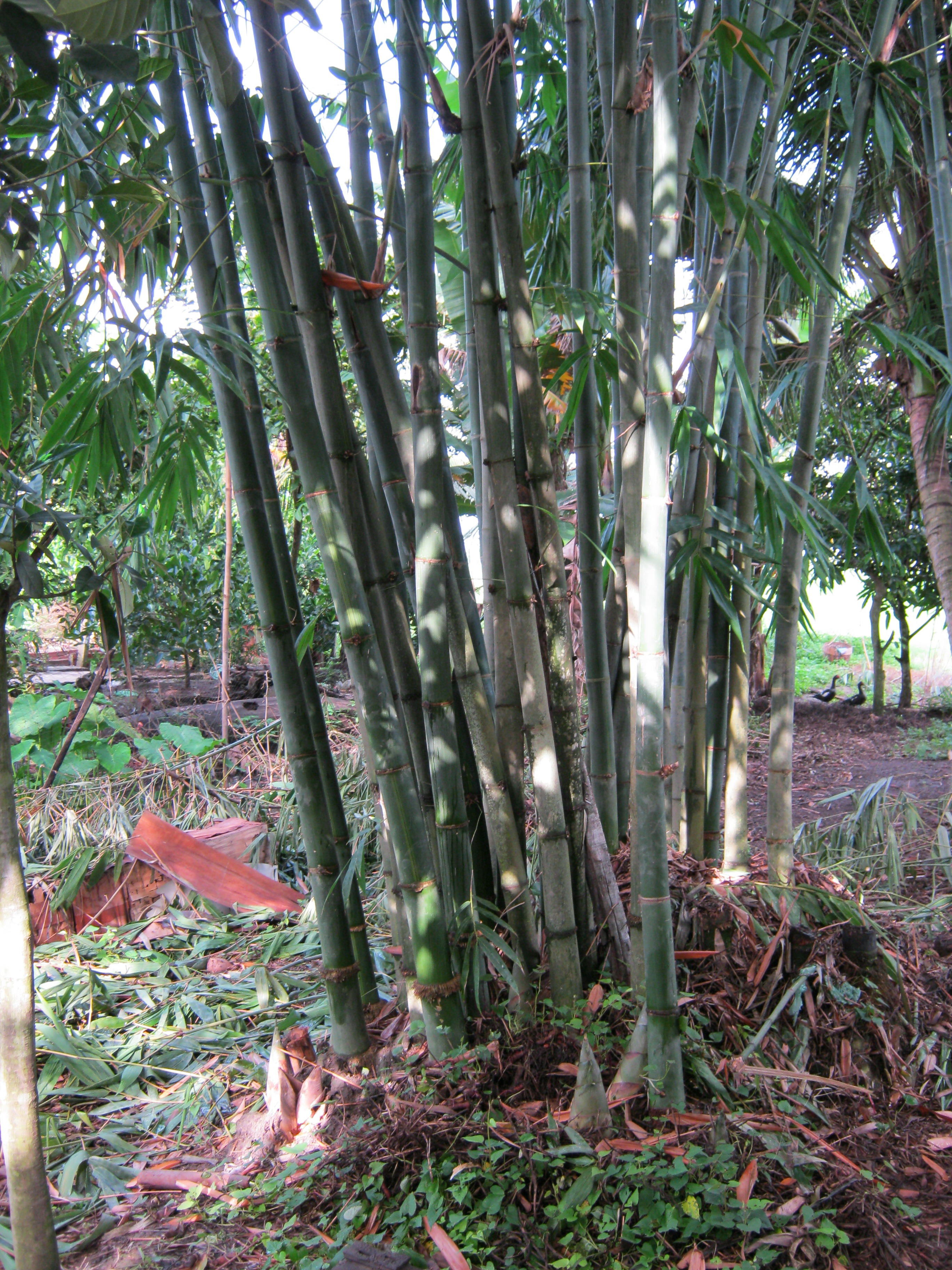
Cây tre Việt Nam.

Theo giải thích của ông Nguyễn Phú Trọng tại Hội nghị Ngoại giao lần thứ 29 vào ngày 22 tháng 8 năm 2016 thì phong cách ngoại giao cây tre thể hiện sự "mềm mại mà cứng cỏi, nhân ái mà quật cường, biết nhu biết cương, biết thời biết thế, biết mình biết người... thể hiện tâm hồn và khí phách của dân tộc Việt Nam". Cây tre cũng đồng thời được xem là một biểu tượng của xuất hiện nhiều trong đời sống hàng ngày, thơ ca Việt Nam như Cây tre Việt Nam của Thép Mới, Tre Việt Nam của Nguyễn Duy,... hay trong truyền thuyết Thánh Gióng và các câu ca dao tục ngữ như "Tre già măng mọc". Nhiều báo chí Việt Nam còn đánh đồng và xem nó như cốt cách, một phần của dân tộc.
Vào ngày 14 tháng 12 năm 2021, trong Hội nghị đối ngoại toàn quốc thực hiện Nghị quyết Đại hội XIII của Đảng Cộng sản Việt Nam, ông Trọng cũng cho rằng cây tre là phương pháp ngoại giao của Việt Nam khi kết hợp hài hòa giữa "gốc vững, thân chắc, cành uyển chuyển". Hội nghị này cũng là hội nghị đầu tiên mà Bộ Chính trị và Ban Bí thư chủ trì tổ chức.
Khi phân tích về lý do lấy cây tre làm biểu tượng cho trường phái ngoại giao của Việt Nam thì ông Trọng đã đưa ra ba lý do bao gồm "gốc", "thân" và "đặc tính" của tre. Trong lý do về "gốc" đầu tiên, Tổng Bí thư Đảng Cộng sản Việt Nam cho rằng gốc của loài cây này thường quyện vào làm một mang ý nghĩa của sự đoàn kết. Ông nói thêm "Gốc có vững thì thân, cành mới tốt tươi, xum xuê, uyển chuyển được". Còn lý do về "thân", ông Trọng lại cho đây là biểu tượng hòa hiếu nhưng quật cường, khiêm tốn nhưng không khoa trương. Về "đặc tính" thì lại là biểu tượng cho sự dễ thích nghi của loài cây này, vững chãi vì "sống kết thành bụi, thành lũy, thành rừng".
Ngoài ra, ông Trọng còn đưa ra "năm bài học" cho các cơ quan Ngoại giao tại Việt Nam:
1. Kết hợp sức mạnh dân tộc với sức mạnh của thời đại; xử lý hài hòa mối quan hệ giữa lợi ích quốc gia – dân tộc và nghĩa vụ, trách nhiệm quốc tế.
2. Kiên định nguyên tắc và linh hoạt về sách lược.
3. Xây dựng sự đoàn kết, đồng thuận trong toàn Đảng, toàn dân và toàn quân.
4. Bài học về công tác xây dựng tổ chức bộ máy và công tác cán bộ.
5. Bài học về sự lãnh đạo thống nhất, tuyệt đối của Đảng, sự quản lý tập trung của Nhà nước.[9]

## Thực tiễn
Theo VnEconomy, trong năm 2022 các cơ quan thuộc Đảng Cộng sản, Nhà nước, Chính phủ và Quốc hội Việt Nam đã thực hiện gần 70 hoạt động đối ngoại. Theo tổng kết đến đầu năm 2023, Việt Nam có quan hệ ngoại giao với 190 trên192 quốc gia; quan hệ kinh tế, thương mại, đầu tư với 224 đối tác và hợp tác với hơn 500 tổ chức quốc tế. Đồng thời, nước này cũng là thành viên của các tổ chức như Hiệp hội các quốc gia Đông Nam Á, Tổ chức Thương mại Thế giới, Diễn đàn Hợp tác Kinh tế châu Á - Thái Bình Dương, Hiệp định Đối tác Toàn diện và Tiến bộ xuyên Thái Bình Dương, Hiệp định thương mại tự do Liên minh châu Âu–Việt Nam, Hiệp định Đối tác Kinh tế Toàn diện Khu vực, Ngân hàng Thế giới, Quỹ Tiền tệ Quốc tế cùng 15 hiệp định thương mại tự do khác. Theo Viện Nghiên cứu Kinh tế ASEAN và Đông Á, Việt Nam hiện đã có mối liên kết với 17 hiệp định thương mại tự do, trong khi quốc gia láng giềng đó là Thái Lan chỉ có 7. Đồng thời, trong năm 2022, quốc gia này đã thu hút 22,4 tỷ đô la Mỹ đầu tư, gấp đôi so với Thái Lan. Trên một bài phân tích của Đảng Cộng sản Việt Nam, cơ quan này đã liệt kê các thành tựu như các hiệp định thương mại tự do với 3 trong số đó đạt tiêu chuẩn rất cao và quan hệ kinh tế–thương mại với 230 quốc gia/vùng lãnh thổ, đạt kim ngạch xuất nhập khẩu khoảng 600 tỷ đô la Mỹ và xem như một phần thành công của "ngoại giao cây tre".
Chính sách này đã phản ánh cam kết mở rộng quan hệ toàn cầu của Việt Nam và đảm bảo việc duy trì quan hệ cân bằng giữa các đối tác lâu đời như Trung Quốc và Nga, cùng các đồng minh mới như Hoa Kỳ, Nhật Bản và Ấn Độ. Trong bối cảnh phân cực địa chính trị ngày càng gia tăng thì Việt Nam đã giành được sự chú ý khi cân bằng mối quan hệ với Trung Quốc, Nga và Hoa Kỳ. Trong giai đoạn lãnh đạo của mình, ông Trọng đã trở thành Tổng Bí thư Đảng Cộng sản Việt Nam đầu tiên có chuyến thăm đến Nhà Trắng vào năm 2015. Đồng thời, mối quan hệ của Hà Nội và Washington, D.C. cũng ngày càng được mở rộng dù có những khác biệt về ý thức hệ. Tương tự đối với Trung Quốc, Việt Nam đã quyết định gia nhập "cộng đồng chung vận mệnh" với nước này vào năm 2023 trong chuyến thăm Hà Nội của Tập Cận Bình. Từ chính sách này, Hà Nội đã thể hiện cho Trung Quốc về việc không liên minh với nước nào gây bất lợi cho Trung Quốc miễn là Trung Quốc kiềm chế Việt Nam. Chính vì vậy, hoạt động biển Đông ở Việt Nam đã trở nên hiệu quả hơn so với Philippines khi Trung Quốc luôn nhắm mắt làm ngơ các hoạt động mở rộng và cải tạo đảo đến từ Việt Nam trong khi sử dụng vũ lực đối với Philippines.

## Phản ứng
Sau phát ngôn vào năm 2021 của ông Trọng, nguyên Phó Thủ tướng Vũ Khoan đã cho rằng, "kiên định mục tiêu, nhân văn trong cốt cách, rộng mở trong tinh thần và linh hoạt trong hành động" là những đặc trưng nổi bật trong văn hóa ngoại giao của Việt Nam. Bộ trưởng Bộ Ngoại giao Bùi Thanh Sơn đã cho rằng "ngoại giao cây tre" thể hiện "một Việt nam bản lĩnh, chân thành, thủy chung, tin cậy và có trách nhiệm".
Nhà báo Nguyễn Khắc Giang trên BBC News, đã gọi cuộc chiến Nga và Ukraina vào năm 2022 đã khiến cho trường phái "ngoại giao cây tre" của Việt Nam gặp "bài toán khó đầu tiên". Ông Giang cho rằng, nếu kiên định theo trường phái này, Hà Nội sẽ phải lên án mạnh mẽ Nga, vì không sẽ tạo tiền lệ nguy hiểm cho Việt Nam sau này. Ông nói thêm, việc Việt Nam đang bỏ phiếu trắng cho Nga trong cuộc chiến tại Đại Hội đồng Liên Hợp Quốc thực chất là để duy trì nguyên tắc và lợi ích của nước này. Nhà nghiên cứu Kavi Chongkittavorn của Viện Nghiên cứu Kinh tế ASEAN và Đông Á cũng đã viết và phân tích về phương pháp ngoại giao của Việt Nam, ông gọi nước này là "hình mẫu cho các thành viên khác (trong khối ASEAN) noi theo".
Trên tờ Sputnik, nhà phân tích các vấn đề chính trị và quân sự quốc tế Nguyễn Minh Tâm đã cho rằng đã ca ngợi Việt Nam "giữ được quan hệ cân bằng với các cường quốc trên thế giới, kể cả cũ và mới như Mỹ, Nga, Trung Quốc, Ấn Độ, khối EU, Nhật Bản, Hàn Quốc...". Ngoài ra, nhà báo Hoàng Hoa cũng ca ngợi ngoại giao của Việt Nam khi dẫn dắt khối ASEAN tại Hội nghị thượng đỉnh Mỹ-ASEAN, Hội nghị thượng đỉnh EU-ASEAN, Hội nghị thượng đỉnh ASEAN và ASEAN+. IndiaTimes dẫn lời nhiều chuyên gia lại cho rằng, Việt Nam sẽ phải phân cực trong tương lai và lên án hành động của Nga trong cuộc xâm lược của nước này vào Ukraine.
Theo tờ The Diplomat "cách tiếp cận của Việt Nam" không thân Trung Quốc cũng không thân Mỹ có thể xem là trường phái "ngoại giao cây tre". Cũng theo tờ báo này, bài phát biểu của Tổng bí thư Trọng vào năm 2021 đã tạo nên cả một tài liệu về "ngoại giao cây tre". Các tạp chí học thuật bao gồm Tạp chí Cộng sản, Tạp chí Công an Nhân dân, báo Quân đội nhân dân và nhiều tờ báo khác trong nước cũng ca ngợi các nghiên cứu của ông Trọng và "đôi khi tâng bốc chính trị thẳng thắn" của ông. Tác giả Nguyen Quoc Tan Trung trên tạp chí nước ngoài đã cho rằng, "ngoại giao cây tre không ấn tượng như trên lý thuyết" khi gốc rễ của cây tre không hề dựa vào "công ước quốc tế", "nguyên tắc nhân đạo" hay "hòa bình" mà dựa vào các thành kiến chính trị và được trang trí bởi những biểu ngữ trung lập.